# ルートヴィヒ・ヴァン・ベートーヴェン (1712-1773)
ルートヴィヒ・ヴァン・ベートーヴェン（独: Ludwig van Beethoven、オランダ語: Louis van Beethoven〈ルイス・ヴァン・ベートホーヴェン〉、1712年1月5日頃- 1773年12月24日）は、フランドル出身の声楽家、鍵盤楽器奏者。音楽史史上極めて重要な音楽家とされる同姓同名の孫、ルートヴィヒ・ヴァン・ベートーヴェンの祖父として知られる。

## 生涯
ルートヴィヒ・ヴァン・ベートーヴェンは、1712年にフランドル地方のメヘレンのパン屋の息子として生まれる。洗礼名はLudovicusであり、その他Lodewyk, Lodewyck, Lodewijck, Lodewijk, Louis, Ludwigなど様々な表記がある。1732年には、リエージュの聖ランベール教会のバス歌手となり、1733年3月頃にはケルン大司教および選帝侯であったクレメンス・アウグストの宮廷楽団のバス歌手としてボンに移る。1733年9月7日には、マリア・ヨゼファ・ポールと結婚し、3人の子供を産んでいる。この中で唯一成人したのが第3子のヨハンで、後に大作曲家となるルートヴィヒ・ヴァン・ベートーヴェンの父である。妻のマリアはアルコール中毒患者であり、隔離された修道院に入れられていた。
1761年には、次代の選帝侯マクシミリアン・フリードリヒ・フォン・ケーニヒゼック＝ローテンフェルスによって宮廷楽長に任命されている。この頃から、彼は宮廷の歌手たちを指導し率いていく立場になっていった。彼は同時代の人々から尊敬されており、フランツ・ゲルハルト・ヴェーゲラーは彼を「背が低いが、筋骨がたくましく、きわめて生き生きとした目をしていて（中略）芸術家として大いに尊敬された男。」と述べている。
1773年12月24日にボンで死去した。